# Marburg marburg-vírus

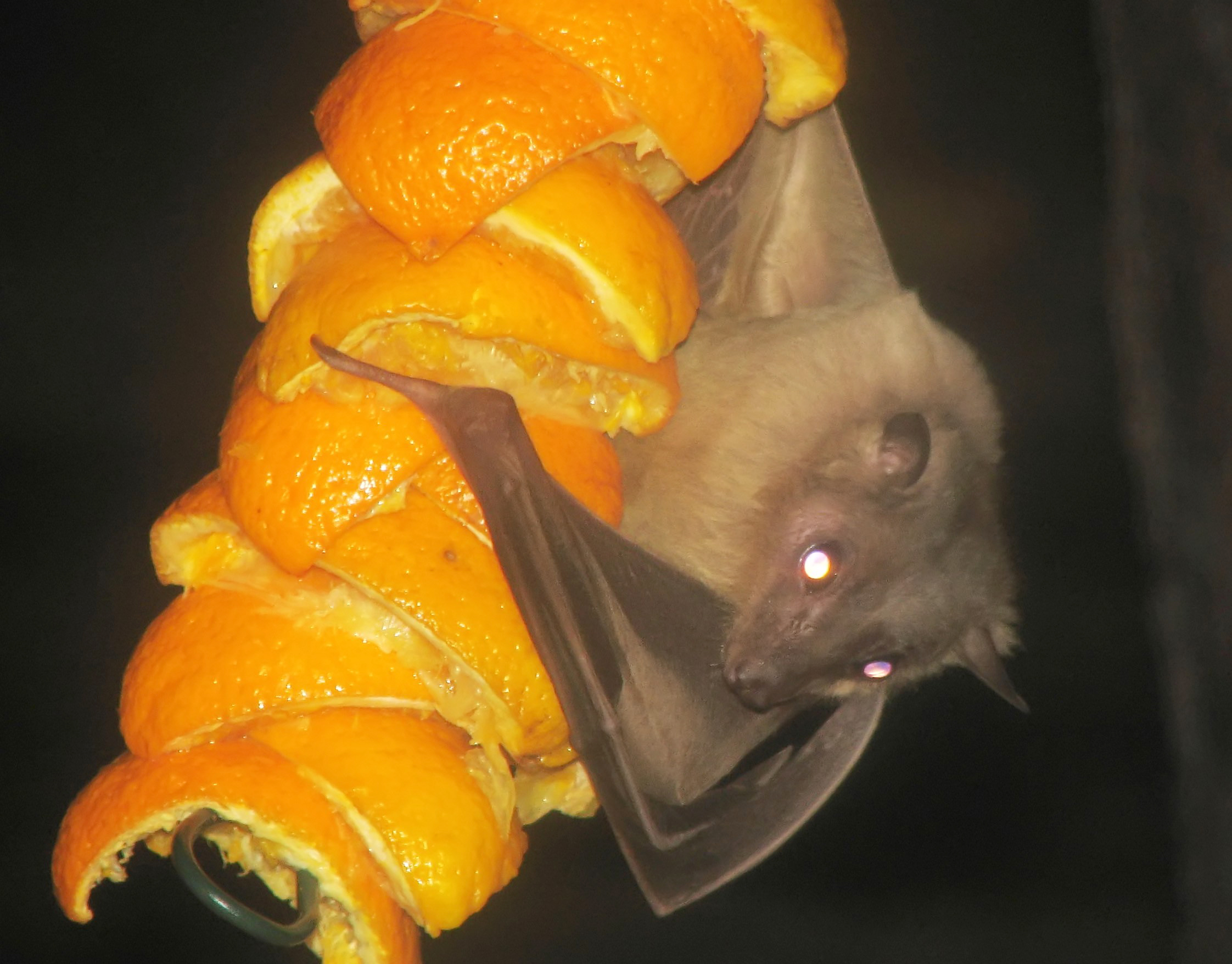
Állatkerti Rousettus aegyptiacus, a nílusi repülőkutya is vírushordozó. A rezervoár ismeretlen, eddigi ismeretek szerint a denevér, az erdei antilop, a majom és a beteg ember az Ebola-Marburg-láz fertőzés forrása

A Marburg marburg-vírus a Filoviridae család Marburgvirus nemzetségébe tartozik, amelyet 1967-ben fedeztek fel, amikor kísérleti célokra importált közép-afrikai majmokkal behurcolták Németországba, Marburg városába. A  Cercopithecus aethiops majmokkal dolgozó embereket megfertőzve vérzéses lázat okozott. A 31 fertőzött emberből heten meghaltak. A vírus a városról kapta a nevét.
Nagyobb járványok alakultak ki Dél-Afrikában, Kongóban és Angolában is, ahol a 2004-2005-ös járvány 399 embert fertőzött és közülük 355 embert megölt. A vírus a természetben barlanglakó, gyümölcsevő denevérekben él, főként a nílusi repülőkutyában (Rousettus aegyptiacus), a denevérekből néha majmokra vagy emberekre is átterjed a fertőzés. Természetes gazdáik (rezervoár, az az állatfaj, amelyik a kórokozót a természetben fenntartja) nem ismertek.
Fonalas RNS-vírus, 80 nm széles, de 14 μm hosszú, valószínűleg több vírus (virion) alkotja. A marburg-vírus potenciális biológiai fegyver.

## A vírus elnevezése
1998 márciusában a Gerincesek Vírusai Albizottság indítványozta a Nemzetközi Vírustaxonómiai Bizottságnál (ICTV), hogy változtassák a Filovírus nemet Filovírus családra, két külön nemzetséggel: Ebola-szerű vírusok és Marburg-szerű vírusok. Az indítványt 2001 áprilisában Washingtonban elfogadták, majd 2002 júliusában Párizsban is. 2000-ben egy Washingtonban készített indítvány eredményeként az Ebola-szerű vírusokból és a Marburg-szerű vírusokból Ebola-vírus és Marburg-vírus lett. Ezt követően 2002-ben ismét átnevezték a vírus nemzetséget Marburg-szerű vírus helyett Marburgvirus lett az új nemzetség, ezzel egy időben a vírus is új nevet kapott, így lett Lake Victoria Marburg-vírus a vírus. Az ICTV 2009-ben ismét változtatott az elnevezésen, bár ezúttal a nemzetséget nem nevezték át, azonban a vírus a Lake Victoria Marburg-vírus helyett a ma is hivatalos Marburg marburg-vírus nevet kapta.

## Tünetek
A legalaposabb vizsgálata a vírusfertőzés tüneteinek az 1998 és 2000 közötti járvány során történt. Eszerint a fertőzést követően kiütések, vérömlenyek jelennek meg az áldozat testén, különösen a tűszúrások (pl. injekciók) környékén. Azonban a közhiedelemmel ellentétben nem ezek okoznak halált, kivéve a súlyos vérzéssel járó körülményeket, amilyen a vajúdás, mivel a vérveszteség minimális. A halál leginkább a testfolyadékok koagulációja (fehérje kicsapódás), vérnyomásesés és fokális szövetlehalás miatt következik be. A fertőzés klinikai fázisai az alábbiak:
- Inkubáció: a fertőzés után 2-21 nappal következik be, általában mintegy 5-9 nap múlva.
- Generalizációs fázis: az első öt nap során történik. Megjelennek a klinikai tünetek: magas (40 °C feletti) láz, hirtelen erős fejfájás, hidegrázás, fáradtság, hányinger, hányás, hasmenés, torokgyulladás, foltszerű kiütések jelentkeznek. Rossz közérzet, hasi fájdalom és kötőhártya-gyulladás kíséri.
- Korai szervi fázis: A 13. napig jelentkezik, levertség, légszomj és ödémák kísérik. Az idegkárosodás apátiában, zavartságban, delíriumban, agyvelőgyulladásban és agresszióban jelentkezik. A fázis végén jelentkeznek a vérzéses tünetek, innentől a páciens állapota elindulhat a gyógyulás vagy a romlás (és valószínűleg a halál) felé. A széklet véressé válik, vérzések jelennek meg a fertőzött egyén testén, különösen a tűszúrásos helyeken (pl. vérvétel), véraláfutások jelentkeznek, nyálkahártyai és zsigeri vérzés kíséri, ennek eredményeképpen pedig vérhányás észlelhető.
- Késői szervi fázis: A tünetek kettéágaznak a lefutás tekintetében. Ha ezek az izomfájdalom, hepatitisz, fibromialgia és pszichózis, akkor az áldozat a felépülés útjára lépett, a fertőzést valószínűleg túlélte. Ha azonban a láz állandósul, kóma, diffúz véralvadási zavarok, görcsök és anyagcsere-zavarok lépnek fel, akkor a létrejövő sokk általában halállal zárja a fertőzést. Ez jellemzően a 8. és a 16. nap között következik be.[4]